# Cortinarius iodes
Cortinárius iódes (лат.) — гриб семейства паутинниковые (Cortinariaceae). Включён в подрод Myxacium рода Cortinarius.

## Биологическое описание

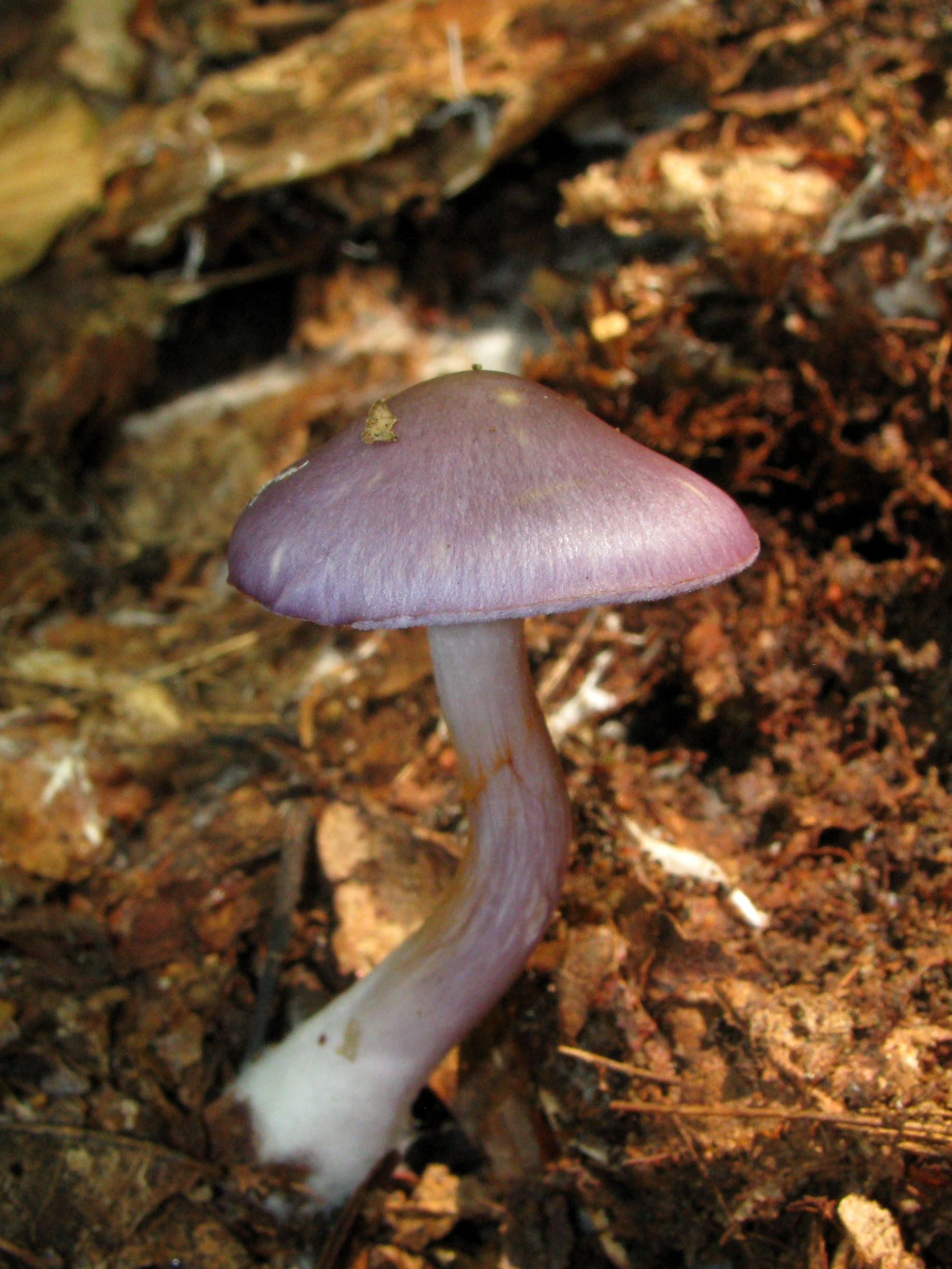

- Шляпка 2—6 см в диаметре, в молодом возрасте колокольчатой, затем становится широко-выпуклой, с гладкой, покрытой безвкусной слизью, поверхностью тёмно-сиреневого или фиолетового цвета, с возрастом выцветает и покрывается желтоватыми пятнами или желтеет полностью.
- Мякоть сиреневого или фиолетового цвета, без особого вкуса и запаха.
- Гименофор пластинчатый, пластинки приросшие к ножке, часто расположенные, в молодом возрасте фиолетового или сиреневатого цвета, затем становится серовато-коричными.
- Ножка 4—7 см длиной и 0,5—1,5 см толщиной, почти ровная или расширяющаяся книзу, покрытая слизью, фиолетового или сиреневатого цвета, у основания иногда с беловатым оттенком. Кортина светло-сиреневого цвета, после исчезновения оставляет тонкий кольцевидный поясок в верхней части ножки.
- Споровый порошок ржаво-коричневого цвета. Споры 8—10×5—6,5 мкм, светло-коричневого цвета, эллиптической формы, со слегка неровной поверхностью.
- Считается съедобным, однако не рекомендуется употреблять в пищу из-за возможных проблем определения принадлежности к виду.

## Экология и ареал
Произрастает обычно небольшими группами, на земле в широколиственных лесах, с июля по сентябрь.

## Сходные виды
- Cortinarius iodeoides Kauffman 1918 отличается горькой слизью на шляпке и более узкими спорами. Несъедобен.